# Kaiser

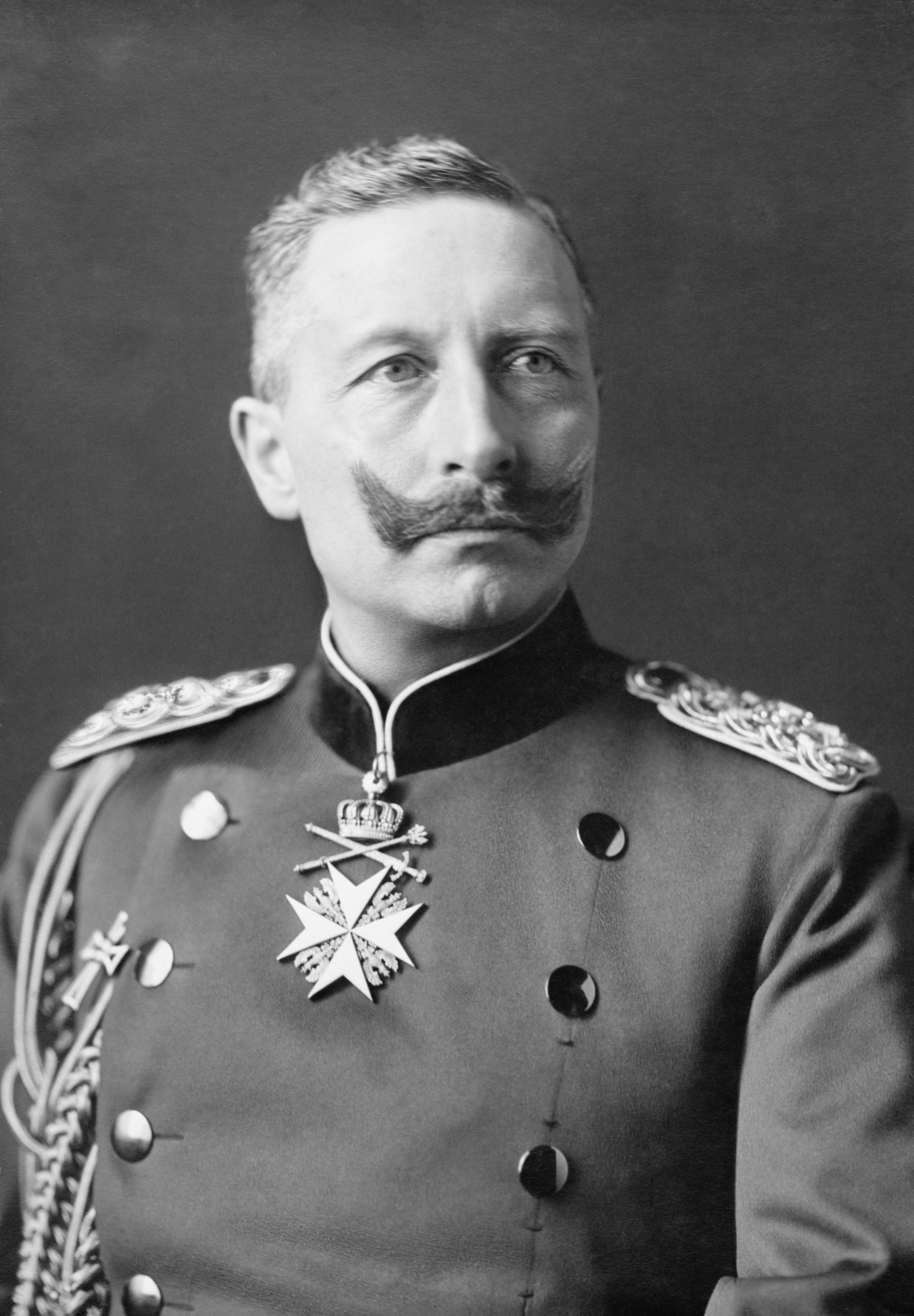
L'ultimo Kaiser di Germania, Guglielmo II

Kaiser è un titolo imperiale tedesco, utilizzato dai sovrani del Sacro Romano Impero, dell'Impero austriaco, dell'Impero austro-ungarico e dell'Impero tedesco. Il termine è più frequentemente riferito ai governanti di quest'ultimo, ossia Guglielmo I, Federico III e Guglielmo II. Come il russo zar, il termine Kaiser deriva direttamente dal titolo di Cesare (in latino: Caesar, pronunciato /ˈkae̯sar/) di cui godevano gli imperatori romani.

## Sacro Romano Impero
I re dei Romani, eletti dai principi tedeschi, si recavano in Italia per essere incoronati imperatori del Sacro Romano Impero (ufficialmente "Imperatore dei Romani") (962-1806) dal Papa e in tedesco erano chiamati Kaiser, parola che deriva dal titolo di Cesare usato dagli imperatori romani. Con la Bolla d'oro del 1356 vennero precisate le modalità di elezione e la composizione del collegio elettorale dell'Impero, facendo acquisire all'elezione un'importanza maggiore rispetto all'incoronazione e svincolandola dall'approvazione papale, fino a che nel 1508 Massimiliano I d'Asburgo non ottenne per sé e i suoi successori il diritto a portare il titolo d'imperatore eletto, mentre il titolo di re dei Romani passò a indicare l'erede designato al titolo imperiale.

## Impero austriaco e austro-ungarico
I governanti dell'Impero austriaco (1804-1867) e dell'Impero austro-ungarico (1867-1918) erano membri della casa d'Asburgo, da cui provenne la maggior parte degli imperatori del Sacro Romano Impero dal 1438 in poi. 
Essi adottarono il titolo Kaiser von Österreich ("imperatore d'Austria"). Ci sono stati tre Kaiser dell'Impero austriaco e due dell'Impero austro-ungarico.

## Impero tedesco
Nel 1871 ci fu un ampio dibattito circa il titolo da concedere al monarca di quei territori tedeschi, che accettarono di costituire sotto la guida della Prussia una federazione di monarchie e tre città libere, formando in tal modo l'Impero tedesco. Il titolo Deutscher Kaiser ("imperatore tedesco") fu scelto a malincuore da Guglielmo I, che avrebbe preferito Kaiser von Deutschland ("imperatore di Germania"), titolo che però non sarebbe stato accettato dai sovrani degli altri Stati imperiali e che avrebbe generato conflitti con i territori tedeschi esterni all'impero. Il titolo di Kaiser der Deutschen ("imperatore dei tedeschi"), titolo offerto a Federico Guglielmo IV dal Parlamento di Francoforte, fu scartato poiché caratterizzava un monarca traente la sua legittimazione dal popolo. Ci sono stati tre Kaiser nella storia del Impero tedesco, tutti appartenenti alla dinastia prussiana degli Hohenzollern.